# Ісабеков Азімбек Бейшембайович
Азімбек Бейшембайович Ісабеков (кирг. Азимбек Исабеков; нар. 4 квітня 1960) — киргизький державний і політичний діяч, очолював уряд Киргизької Республіки впродовж кількох місяців 2007 року.

## Життєпис
1986 року закінчив Киргизький державний університет за спеціальністю «економіст».
У 1984-1986 роках проходив службу в правоохоронних органах. Після цього, до 1988 року — на комсомольській роботі. Від 1988 до 1989 року працював на посадах інструктора, завідувача відділу Аламудунського райвиконкому. Після цього був секретарем парткому й заступником директора радгоспу «Таш-Мойнок». 1992 року отримав пост керівника апарату Аламудунської районної державної адміністрації. Від 1993 року — генеральний директор асоціації «Таш-Мойнок». У 1994-1996 роках займав пост директора АТ «Ак-Бермет».
Від 1996 року працював в апараті Чуйської обласної державної адміністрації.
У 2001-2002 роках обіймав посади завідувача відділів організаційної, кадрової роботи з місцевими держадміністраціями й органами місцевого самоврядування апарату прем'єр-міністра. Потім, до 2004 року, був директором Державного фонду з розвитку економіки. 2004 став начальником податкової інспекції Сокулукського району.
Від березня до вересня 2005 року виконував обов'язки керівника апарату голови уряду Киргизстану. В жовтні того ж року став радником президента. Від листопада 2005 року — перший заступник керівника Адміністрації президента Киргизької Республіки, завідувач відділу організаційної роботи й політики державного управління Адміністрації президента.
Від 10 травня 2006 року очолював міністерство сільського, водного господарства та переробної промисловості. 29 січня 2007 року був призначений на пост голови уряду. Подав у відставку за два місяці.
Від лютого 2008 року — генеральний директор вільної економічної зони «Бішкек».